# Tiago Camilo
Tiago Henrique de Oliveira Camilo (Tupã, 24 maggio 1982) è un judoka brasiliano, vincitore della medaglia di bronzo nella categoria fino a 81 kg alle Olimpiadi del 2008.
Ha vinto anche la medaglia d'argento alle Olimpiadi di Sydney 2000 nella categoria fino a 73 kg, sconfitto in finale dall'italiano Giuseppe Maddaloni.

## Palmarès
- Giochi olimpici estivi

2000 - Sydney: argento nei 73 kg.
2008 - Pechino: bronzo negli 81 kg.
- Campionato mondiale di judo

2007 - Rio de Janeiro: oro negli 81 kg.
- Giochi panamericani

2003 - Santo Domingo: oro nei 73 kg.
2007 - Rio de Janeiro: oro nei 90 kg.
2011 - Guadalajara: oro nei 90 kg.
2015 - Toronto: oro nei 90 kg.